# Jan Włodarski
Jan Włodarski (ur. 23 czerwca 1888 w Kętach, zm. 9 stycznia 1934 w Warszawie) – pułkownik dyplomowany piechoty Wojska Polskiego, kawaler Orderu Virtuti Militari.

## Życiorys
Urodził się 23 czerwca 1888 w Kętach jako syn Jana. Był oficerem cesarskiej i królewskiej armii. W 1917 ukończył skrócony kurs Szkoły Sztabu Generalnego w Lublanie. W 1920 roku, w czasie wojny z bolszewikami pełnił służbę w dowództwie 2 Dywizji Piechoty Legionów. W latach 1921–1922 był słuchaczem I Kursu Doszkolenia Wyższej Szkoły Wojennej w Warszawie. Po ukończeniu kursu i uzyskaniu „pełnych kwalifikacji do służby na stanowiskach Sztabu Generalnego” przydzielony został do Sztabu Dowództwa Okręgu Korpusu Nr IX w Brześciu na stanowisko szefa Oddziału IV. W 1924 roku, w tym samym dowództwie został zastępcą szefa sztabu, a w październiku 1925 roku powierzono mu pełnienie obowiązków szefa sztabu DOK Nr IX. W następnym roku przeniesiony został do Generalnego Inspektoratu Sił Zbrojnych w Warszawie. 29 listopada 1927 roku został przeniesiony do 23 pułku piechoty we Włodzimierzu na stanowisko dowódcy pułku.
Zmarł 9 stycznia 1934 roku w Warszawie. Pochowany na Cmentarzu Wojskowym na Powązkach (kwatera A15-4-11).

## Awanse
- major – zatwierdzony 15 lipca 1920 ze starszeństwem z dniem 1 kwietnia 1920 w korpusie oficerów piechoty
- podpułkownik – zweryfikowany 3 maja 1922 ze starszeństwem z dniem 1 czerwca 1919 i 204. lokatą w korpusie oficerów piechoty
- pułkownik – 24 grudnia 1929 ze starszeństwem z dniem 1 stycznia 1930 i 2. lokatą w korpusie oficerów piechoty

## Ordery odznaczenia
- Krzyż Srebrny Orderu Wojskowego Virtuti Militari nr 5238 (28 lutego 1922)[7]
- Krzyż Walecznych
- Odznaka Pamiątkowa Generalnego Inspektora Sił Zbrojnych (pośmiertnie, 12 maja 1936)
- Komandor Orderu Gwiazdy Rumunii (Rumunia, 1929)[8]